# ガブリエル・アストリュク

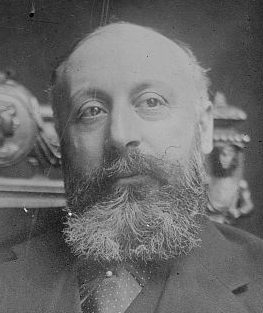
ガブリエル・アストゥリュク

ガブリエル・アストリュク（仏: Gabriel Astruc, 1864年3月14日 - 1938年7月7日）は、20世紀初頭のパリで活躍したユダヤ系フランス人の音楽ジャーナリスト、興行師。

## 概要
ボルドーで、ラビの息子として生まれる。
グレフュール侯爵夫人を会長とする「フランス音楽協会」を設立して新しい音楽の育成をはかる一方、オランピア劇場におけるマタ・ハリの公演（1905年）、シャトレ座における楽劇『サロメ』のパリ初演（1907年、リヒャルト・シュトラウスの自作自演）やメトロポリタン歌劇場のパリ初公演（1909年、アルトゥーロ・トスカニーニ指揮）など、1903年から1913年までのパリにおいて、多くの大規模な公演を手がけた。
1906年頃にロシアの興行師セルゲイ・ディアギレフと出会って意気投合し、パリ・オペラ座でのロシア音楽演奏会（1907年）、フョードル・シャリアピン主演によるムソルグスキーの歌劇『ボリス・ゴドゥノフ』のパリ初演（1908年）、シャトレ座におけるバレエ・リュス（ロシア・バレエ団）の初公演（1909年）など、ディアギレフがパリで企画した公演のフランス側興行主として、宣伝・劇場の手配・資金繰り・マスコミ対策などを担当した。バレエ･リュスの初公演は芸術的には大成功であったものの、巨額な赤字のためにディアギレフは事実上の破産状態となり、アストゥリュクは債権者との交渉を行う一方でディアギレフから舞台装置や衣裳、小道具などを差し押さえた。以後、ディアギレフとは対立、和解を繰り返しながらも、バレエ・リュスの初期の公演に対する協力を続けた。
1913年にアストゥリュクは莫大な資金を投じてシャンゼリゼ劇場を建設したが、このために同年8月に破産し、次第に音楽界における影響力を失った。
第一次世界大戦後は広告やラジオを手掛け、1938年にパリで没した。